# Deivy Capellán
Deivy Capellán Almonte (* 17. März 1983) ist ein dominikanischer Radrennfahrer.
Deivy Capellán gewann zwischen 2007 und 2011 insgesamt sechs Tagesabschnitte lateinamerikanischer Etappenrennen. Im Jahr 2010 wurde er dominikanischer Landesmeister im Straßenrennen.

## Erfolge
2007
- zwei Etappen Vuelta a la Independencia Nacional

2008
- eine Etappe Vuelta a Costa Rica

2009
- eine Etappe Vuelta Ciclista Chiapas

2010
- eine Etappe Vuelta a la Independencia Nacional
- Dominikanischer Meister – Straßenrennen

2011
- eine Etappe Vuelta a la Independencia Nacional